# Systema Naturae
Systema Naturae (câteodată scrisă Systema Naturæ în ligatură æ) a fost una dintre lucrările majore ale botanistului, zoologului și fizicianului suedez Carolus Linnaeus, lucrare care a introdus taxonomia Linnaeană. Deși sistemul, cunoscut astăzi ca nomenclatura binonimală, a fost parțial dezvoltată de frații Bauhin, Gaspard și Johann, 200 de ani mai devreme, Linnaeus a fost primul care a utilizat-o în  mod consecvent de-a lungul cărții.
Prima ediție a fost publicată în 1735. Titlul complet al ediției a 10-a, cea mai importantă, a fost Systema naturæ per regna tria naturæ, secundum classes, ordines, genera, species, cum characteribus, differentiis, synonymis, locis sau tradus în limba română Sistemul naturii prin cele trei regnuri ale naturii, în conformitate cu clasele, ordinele, genurile și speciile, cu caracteristici, diferențe, sinonime și locuri.